# Ascrea
Ascrea è un comune italiano di 205 abitanti della provincia di Rieti nel Lazio.

## Geografia fisica

### Territorio

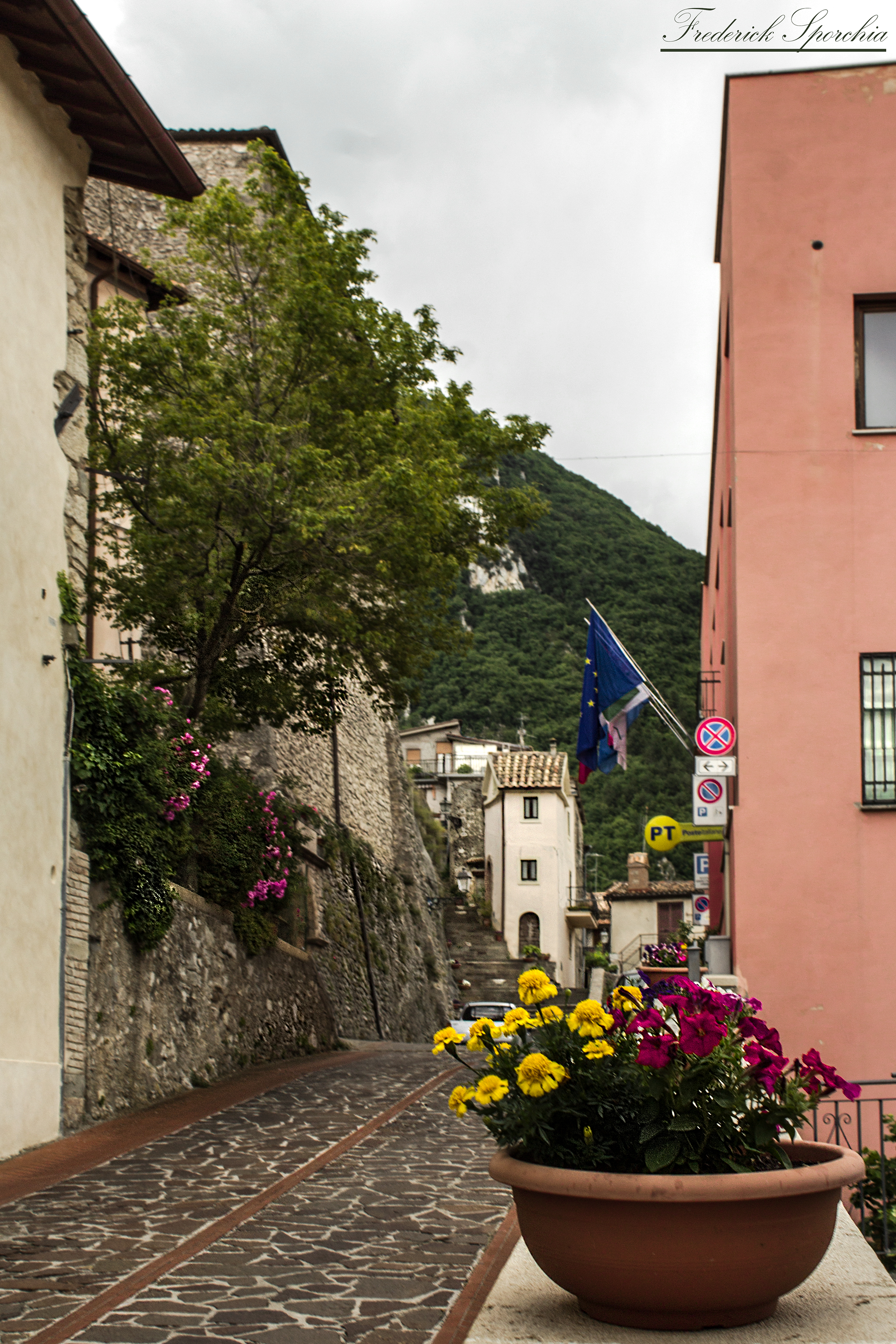
Scorcio del paese

È un centro agricolo della Sabina, nella media valle del Turano, situato a mezza costa in posizione dominante su uno sperone roccioso, alle pendici del Monte Navegna. Confina con la profonda gola dell'Obito, mediante la quale il fosso dell'Obito un immissario di destra del lago del Turano (di origine artificiale) si apre un varco attraverso la catena del monte Navegna che lo separa dal Monte Cervia. Al contrario di altri centri della zona, Ascrea nasce in un'epoca a noi abbastanza vicina: probabilmente tra l'XI e il XIV secolo, quando vennero progressivamente abbandonati i due villaggi di Bulgaretta e di Mirandella, a sud e a nord del Turano.

## Storia
Sorto probabilmente nel XIV secolo, Ascrea appare menzionato nel 1392 come possesso dei Mareri. Conteso nei primi anni del XVI secolo dai Farnese, passò poi ai Soderini e ai Gentili, che ne risultano infeudati nel 1738.
Nel 1968 cedette la frazione di Rigatti al comune di Varco Sabino.

### Simboli
Lo stemma è stato riconosciuto con decreto del Capo del Governo del 20 novembre 1937.
Il gonfalone è un drappo troncato di rosso e di azzurro.

## Monumenti e luoghi d'interesse

### Aree naturali
- Riserva naturale Monte Navegna e Monte Cervia;

## Società

### Evoluzione demografica
Abitanti censiti

## Economia
Di seguito la tabella storica elaborata dall'Istat, indicante le unità locali, intese come numero di imprese attive, e gli addetti, intesi come numero addetti delle unità locali delle imprese attive (valori medi annui).
|        | 2015                  |                              |                            |                |                       |                     | 2014                  |                | 2013                  |                |
| ------ | --------------------- | ---------------------------- | -------------------------- | -------------- | --------------------- | ------------------- | --------------------- | -------------- | --------------------- | -------------- |
|        | Numero imprese attive | % Provinciale Imprese attive | % Regionale Imprese attive | Numero addetti | % Provinciale Addetti | % Regionale Addetti | Numero imprese attive | Numero addetti | Numero imprese attive | Numero addetti |
| Ascrea | 14                    | 0,14%                        | 0,003%                     | 19             | 0,08%                 | 0,001%              | 13                    | 18             | 13                    | 21             |
| Rieti  | 9.765                 |                              | 2,14%                      | 22.908         |                       | 1,49%               | 10.044                | 23.834         | 10.407                | 25.272         |
| Lazio  | 455.591               |                              |                            | 1.539.359      |                       |                     | 457.686               | 1.510.459      | 464.094               | 1.525.471      |

Nel 2015 le 14 imprese operanti nel territorio comunale, che rappresentavano lo 0,14% del totale provinciale (9.765 imprese attive), hanno occupato 19 addetti, lo 0,08% del dato provinciale (22.908 addetti); in media, ogni impresa nel 2015 ha occupato una persona (1,36).

## Amministrazione
Nel 1923, Ascrea passò dalla provincia di Perugia in Umbria, alla provincia di Roma nel Lazio.
Nel 1927, a seguito del riordino delle Circoscrizioni Provinciali stabilito dal regio decreto Nº 1 del 2 gennaio 1927, per volontà del governo fascista, quando venne istituita la provincia di Rieti, Ascrea passò dalla provincia di Roma a quella di Rieti.
| Periodo | Periodo   | Primo cittadino | Partito                                           | Carica  | Note |
| ------- | --------- | --------------- | ------------------------------------------------- | ------- | ---- |
| 1993    | 1997      | Dante D'Angeli  | lista civica-Democrazia Cristiana                 | Sindaco |      |
| 1997    | 2001      | Dante D'Angeli  | lista civica                                      | Sindaco |      |
| 2001    | 2006      | Luigi Spaziani  | lista civica                                      | Sindaco |      |
| 2006    | 2011      | Dante D'Angeli  | lista civica                                      | Sindaco |      |
| 2011    | 2016      | Dante D'Angeli  | lista civica Carta Geografica dell'Unione Europea | Sindaco |      |
| 2016    | 2021      | Dante D'Angeli  | lista civica Alleanza Civica                      | Sindaco |      |
| 2021    | in carica | Riccardo Nini   | lista civica Insieme per Ascrea e Stipes          | Sindaco |      |

### Altre informazioni amministrative
- Fa parte della Comunità montana del Turano
- Fa parte del comune l'isola amministrativa di Stipes

## Sport

### Calcio a 5
L'Ascreana, la polisportiva del paese, è riuscita a portare la propria squadra di calcio a 5 nel campionato di Serie C2 dalla Serie D: la squadra giocava le partite casalinghe presso l'impianto sportivo del paese. Al termine della stagione 2011-2012, la società, dopo oltre quindici anni di attività, ha rinunciato all'iscrizione.